# Los Hombres de Negro y los OVNI
Los Hombres De Negro y los OVNI (em português, Os Homens de Preto e os OVNIs) é uma obra de Fabio Zerpa de 1979 (publicado na Espanha) que conta vários casos de avistamentos (entre eles, especial ênfase no Caso Vilas-Boas, ocorrido no Brasil) e sobre os Homens de Preto.